# Senés
Senés este o municipalitate din provincia Almería, Andaluzia, Spania, cu o populație de 314 locuitori.